# Pam Tillis
Pam Tillis (Plant City, 1957. július 24. –) amerikai countryénekesnő, dalszerző, lemezproducer, színésznő. Mel Tillis lánya.

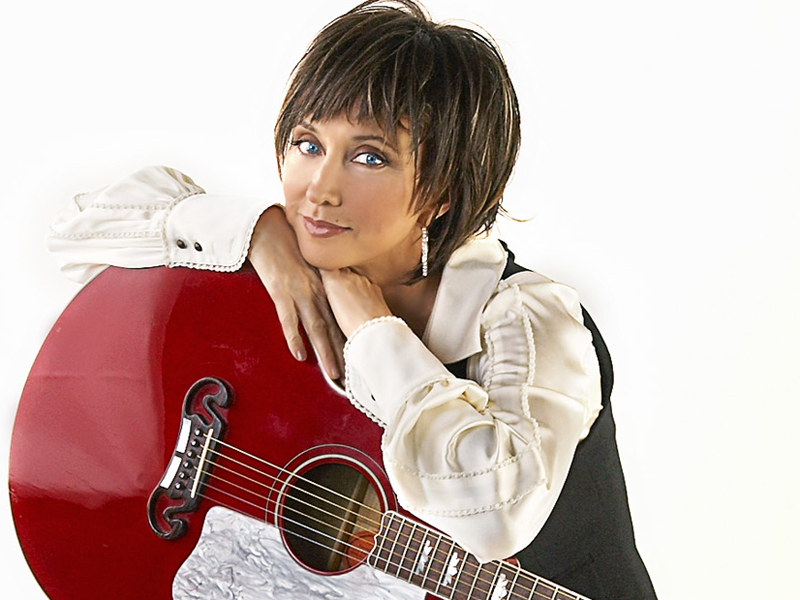
2010

## Pályafutása
Mel Tillis lányaként korán kapcsolatba került a countryzenével. Először klasszikus zongoraképzésben részesült, majd gitározni tanult. Eelőször nyolcévesen szerepelt − édesapjával − a The Grand Ole Opry színpadán. Tinédzserként több tehetségkutató versenyt is megnyert. Hamarosan bekapcsolódott a rock- és folkzenei életbe.
Tillis tizenhatévesen súlyos autóbalesetet szenvedett, számos csonttörés mellett az arca is megsérült. Öt évbe telt, mire a műtétek hosszú sorozata után felépült.
Főiskolai tanulmányai alatt folkzenész duót alakított Ashley Clevelanddel. Dalszerzőként is dolgozott apja zenei kiadójánál. 1976-ban otthagyta az egyetemet, és barátaival San Franciscóba költözött. Itt alapította meg a „Pam Tillis Bandet”, amely hamarosan „Freelight”-ra változtatta a nevét. Dzsessz- rockzenw keverékét játszottk. Két évvel később Pam Tillis visszatért Nashville-be, és egy időre csatlakozott apja zenekarához.
Miután Pam Tillis dalszerzőként már sikeres volt a pop- és countryzenében, 1983-ban szerződtette a Warner Music Group. Bemutatkozó albuma a Beyond The Doll Of Cutey. A "Goodbye Highway" szám a legjobb 100-as listára  is felkerült. További kisebb slágerek uán a kereskedelmi áttörés 1990-ben következett be – már az Arista Recordsnál.
Pam Tillis a kortárs country zene felé fordult. A „Put Yourself In My Place” aranylemez lett. A legtöbb dalt társszerzőként ő írta. A „Don't Tell Me What To Do” című kislemez az országos listák ötödik helyére, a „May Be it Was Memphis” pedig a harmadik helyre került.Tillis következő albuma, a „Homeward Looking Angel” 1992-ben jelent meg, és platinalemez lett. Több kislemeze tudott a legjobb 10-be kerülni.
1994-ben első lett a „Mi Vida Loca”. Ugyanebben az évben elnyerte az év női énekesének járó CMA-díjat. Következő kislemezei is sikeresek voltak. A „Sweetheart's Dance” és az „All Of This Love” című albuma arany- és platinalemet minősítést kapott. 1998-ban Grammy-díjat kapott. Legnagyobb slágereinek albuma 2001-ben szintén platinalemez lett. 2002-ben az Epic Records kiadott egy albumot, amelyet édesapjának szenteltek.
2009 óta duóként lép fel Lorrie Morgannel, George Morgan countryénekes lányával. Rendszeresen turnézik a Morgannel, Chicks with Hits trióként pedig Suzy Bogguss-szal és Terri Clarkkal.

## Stúdióalbumok
- Above and Beyond the Doll of Cutey (1983)
- Put Yourself in My Place (1991)
- Homeward Looking Angel (1992)
- Sweetheart's Dance (1994)
- All of This Love (1995)
- Every Time (1998)
- Thunder & Roses (2001)
- It's All Relative: Tillis Sings Tillis (2002)
- RhineStoned (2007)
- Just in Time for Christmas (2007)
- Recollection (2009)
- Dos Divas with Lorrie Morgan (2013)
- Come See Me and Come Lonely with Lorrie Morgan (2017)
- Looking for a Feeling (2020)

## További albumok
- 1983: Above and Beyond The Doll Of Cutey
- 2007: Rhine Stoned
- 2007: Just in Time for Christmas

## Filmek
- 1993: The Thing Called Love (sajátmaga)
- 1993: L.A. Law  (Amanda Hopewell)
- 1998: Promised Land (Kate Matthews)
- 1998: Diagnosis: Murder (Kate Matthews)
- 2012: RuPaul's Drag Race (sajátmaga)
- 2013 – 2018: Nashville 2013–2018 (sajátmaga)
- 2024: The Neon Highway (TBA)

## Díjak
- 1994: Country Music Association − Female Vocalist of the Year
- 1999: Grammy-díj − legjobb vokalista